# Eviota
Genre
Eviota est un genre de poisson marin de la famille des gobies. De nombreuses espèces de ce genre sont dénommées « gobies pygmées ». 

## Liste des espèces
Selon World Register of Marine Species (26 novembre 2014) :
- Eviota abax (Jordan & Snyder, 1901)
- Eviota afelei Jordan & Seale, 1906
- Eviota albolineata Jewett & Lachner, 1983
- Eviota ancora Greenfield & Suzuki, 2011
- Eviota atriventris Greenfield & Suzuki, 2012
- Eviota bifasciata Lachner & Karnella, 1980
- Eviota bimaculata Lachner & Karnella, 1980
- Eviota caesiura
- Eviota cometa Jewett & Lachner, 1983
- Eviota disrupta Karnella & Lachner, 1981
- Eviota distigma Jordan & Seale, 1906
- Eviota dorsogilva Greenfield & Randall, 2011
- Eviota dorsopurpurea Greenfield & Randall, 2011
- Eviota epiphanes Jenkins, 1903
- Eviota fallax Greenfield & Allen, 2012
- Eviota fasciola Karnella & Lachner, 1981
- Eviota guttata Lachner & Karnella, 1978
- Eviota herrei Jordan & Seale, 1906
- Eviota hoesei Gill & Jewett, 2004
- Eviota indica Lachner & Karnella, 1980
- Eviota infulata (Smith, 1957)
- Eviota inutilis Whitley, 1943
- Eviota irrasa Karnella & Lachner, 1981
- Eviota japonica Jewett & Lachner, 1983
- Eviota karaspila Greenfield & Randall, 2010
- Eviota korechika Shibukawa & Suzuki, 2005
- Eviota lachdeberei Giltay, 1933
- Eviota lacrimae Sunobe, 1988
- Eviota latifasciata Jewett & Lachner, 1983
- Eviota masudai Matsuura & Senou, 2006
- Eviota melasma Lachner & Karnella, 1980
- Eviota mikiae Allen, 2001
- Eviota monostigma Fourmanoir, 1971
- Eviota natalis Allen, 2007
- Eviota nebulosa Smith, 1958
- Eviota nigripinna Lachner & Karnella, 1980
- Eviota nigrispina Greenfield & Suzuki, 2010
- Eviota nigriventris Giltay, 1933
- Eviota notata Greenfield & Jewett, 2012
- Eviota ocellifer Shibukawa & Suzuki, 2005
- Eviota pardalota Lachner & Karnella, 1978
- Eviota partimacula Randall, 2008
- Eviota pellucida Larson, 1976
- Eviota prasina (Klunzinger, 1871)
- Eviota prasites Jordan & Seale, 1906
- Eviota pseudostigma Lachner & Karnella, 1980
- Eviota punctulata Jewett & Lachner, 1983
- Eviota queenslandica Whitley, 1932
- Eviota raja Allen, 2001
- Eviota randalli Greenfield, 2009
- Eviota readerae Gill & Jewett, 2004
- Eviota rubriceps Greenfield & Jewett, 2011
- Eviota rubriguttata Greenfield & Suzuki, 2011
- Eviota rubrisparsa Greenfield & Randall, 2010
- Eviota saipanensis Fowler, 1945
- Eviota sebreei Jordan & Seale, 1906
- Eviota shimadai Greenfield & Randall, 2010
- Eviota sigillata Jewett & Lachner, 1983
- Eviota smaragdus Jordan & Seale, 1906
- Eviota sparsa Jewett & Lachner, 1983
- Eviota spilota Lachner & Karnella, 1980
- Eviota springeri Greenfield & Jewett, 2012
- Eviota storthynx (Rofen, 1959)
- Eviota susanae Greenfield & Randall, 1999
- Eviota tigrina Greenfield & Randall, 2008
- Eviota toshiyuki Greenfield & Randall, 2010
- Eviota variola Lachner & Karnella, 1980
- Eviota viridis
- Eviota winterbottomi Greenfield & Randall, 2010
- Eviota zebrina Lachner & Karnella, 1978
- Eviota zonura Jordan & Seale, 1906

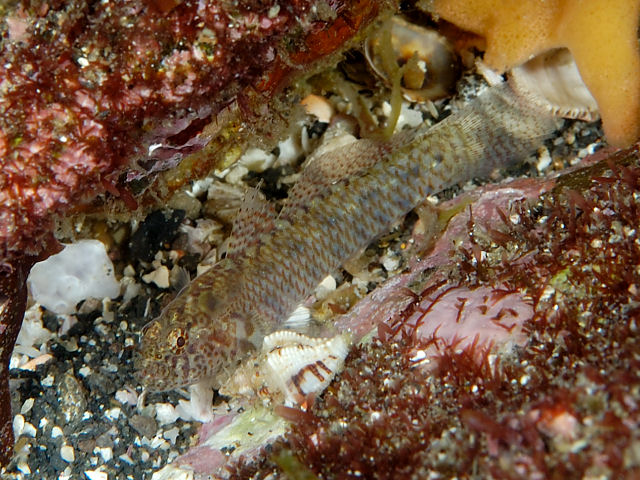
Eviota abax
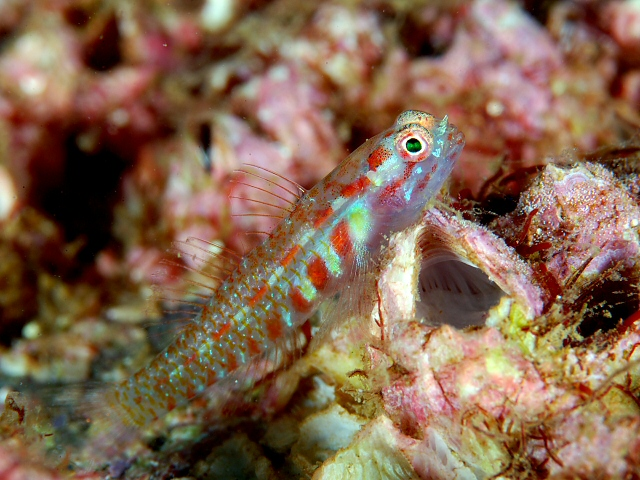
Eviota albolineata
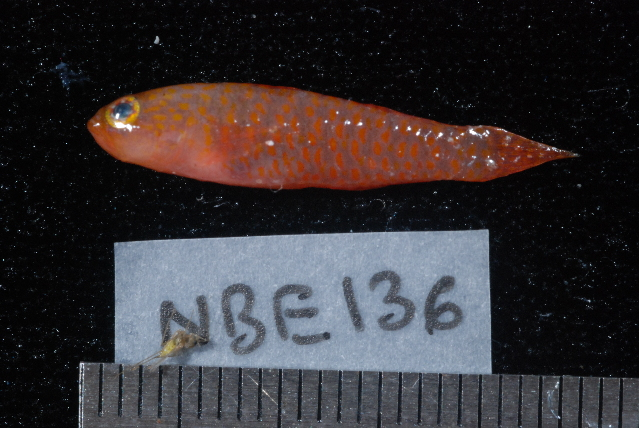
Eviota distigma
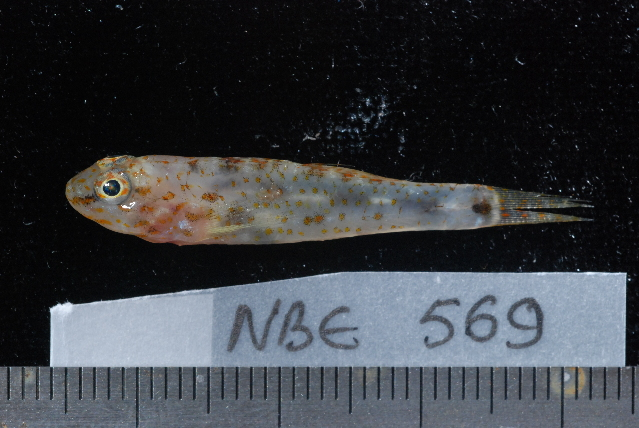
Eviota indica
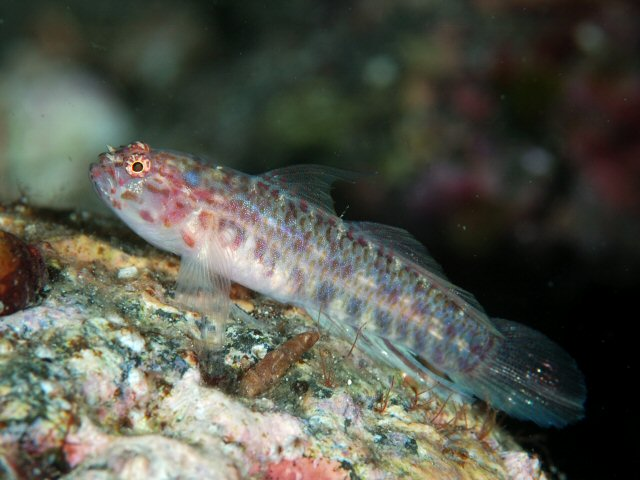
Eviota masudai
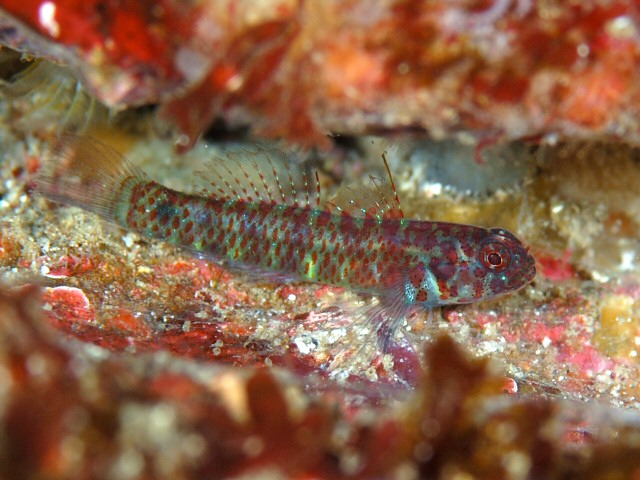
Eviota prasina